# Lacinipolia leucogramma
Lacinipolia leucogramma là một loài bướm đêm trong họ Noctuidae.